# Heterixalus luteostriatus
Heterixalus luteostriatus är en groddjursart som först beskrevs av Andersson 1910.  Heterixalus luteostriatus ingår i släktet Heterixalus och familjen gräsgrodor. IUCN kategoriserar arten globalt som livskraftig. Inga underarter finns listade i Catalogue of Life.